# (335) Roberta
(335) Roberta ist ein Asteroid des inneren Hauptgürtels, der am 1. September 1892 vom deutschen Astronomen Anton Staus in Heidelberg bei einer Helligkeit von 11 mag entdeckt wurde. Staus war befreundet mit Max Wolf und wendete auch dessen neu eingeführte fotografische Methode zur Suche nach Asteroiden an. So fand er den zwölften Asteroiden, der auf diese Art entdeckt wurde, mit dem 6-Zoll-Teleskop von Wolfs privater Sternwarte in der Märzgasse in Heidelberg, aber es blieb seine einzige Asteroidenentdeckung.
Der Asteroid ist benannt zu Ehren von Carl Robert Osten-Sacken, der als Privatwissenschaftler in Heidelberg lebte. Er war Entomologe und seine Forschungsreisen führten ihn mehrfach in die USA. Von einer dieser Reisen brachte er einen 3-Zoll-Refraktor mit, den er Staus schenkte. Der Asteroid wurde aus Anerkennung und Dankbarkeit für seine Freundschaft benannt.

## Wissenschaftliche Auswertung
Aus Ergebnissen der IRAS Minor Planet Survey (IMPS) wurden 1992 Angaben zu Durchmesser und Albedo für zahlreiche Asteroiden abgeleitet, darunter auch (335) Roberta, für die damals Werte von 89,1 km bzw. 0,06 erhalten wurden. Eine Auswertung von Beobachtungen durch das Projekt NEOWISE im nahen Infrarot führte 2011 zu vorläufigen Werten für den Durchmesser und die Albedo im sichtbaren Bereich von 89,7 km bzw. 0,06. Ein Vergleich von Daten, die von 1978 bis 2011 an der Sternwarte Ondřejov in Tschechien und am Table Mountain Observatory in Kalifornien gesammelt wurden, mit den Daten von NEOWISE führte 2012 zu exakt den gleichen Werten. Nachdem die Werte nach neuen Messungen mit NEOWISE 2012 auf 97,1 km bzw. 0,05 geändert worden waren, wurden sie 2014 auf 88,4 km bzw. 0,06 korrigiert. Nach der Reaktivierung von NEOWISE im Jahr 2013 und Registrierung neuer Daten wurden die Werte 2015 zunächst mit 71,9 oder 83,1 km bzw. 0,06 oder 0,05 angegeben und dann 2016 korrigiert zu 75,5 km bzw. 0,06, diese Angaben beinhalten aber alle hohe Unsicherheiten.
Spektroskopische Beobachtungen mit der Infrared Telescope Facility (IRTF) am 12./13. Mai 2008 sowie mit dem Subaru-Teleskop am 22. Juni 2008, beide am Mauna-Kea-Observatorium auf Hawaiʻi, zeigten im Spektrum des Asteroiden Merkmale einer Mischung von Magnetit und kohligem Chondrit-Material, das eine signifikante wässrige Veränderung erfahren hat.
Photometrische Messungen des Asteroiden fanden erstmals statt vom 30. Mai bis 24. Juli 1981 am Table Mountain Observatory in Kalifornien. Aus den Beobachtungen während 12 Nächten wurde schnell klar, dass die Rotationsperiode bei einem ganzzahligen Bruchteil von 48 Stunden liegen muss. Eine Analyse der Daten ergab mögliche Werte von 6, 8, 12 oder 16 Stunden mit einer klaren Bevorzugung einer Periode von 12,035 h. Bei einer weiteren Beobachtungen vom 14. bis 20. Dezember 1982 am McDonald-Observatorium in Texas wurde aus der aufgezeichneten Lichtkurve mit geringer Amplitude eine Rotationsperiode von 8,03 h abgeleitet.
Die Daten neuer Messungen vom 19. bis 24. September 1993 am La-Silla-Observatorium in Chile schienen auch zu der 12-h-Periode zu passen, Messungen vom 27. Dezember 1994 bis 5. Februar 1995 mit der Automated Telescope Facility der University of Iowa konnten nicht weiter ausgewertet werden, dagegen wurde aus den Beobachtungen während fünf Nächten vom 23. September bis 3. Oktober 1997 am Osservatorio Astrofisico di Catania in Italien eine Rotationsperiode von 4,35 h abgeleitet und aus den archivierten Lichtkurven von 1981, 1982 und 1997 in einer Untersuchung von 2000 für (335) Roberta erstmals eine Lösung für zwei alternative Positionen der Rotationsachse mit prograder Rotation berechnet. Außerdem wurden die Achsenverhältnisse eines dreiachsig-ellipsoidischen Gestaltmodells bestimmt.
Bei Asteroiden mit Rotationsperioden von ungefähr einem halb- oder ganzzahligen Erdtag kann an einem Observatorium oft nur eine unvollständige Lichtkurve aufgenommen werden, da in jeder Nacht immer wieder derselbe Teilabschnitt der Lichtkurve erfasst wird. Daher wurde in einer koordinierten Zusammenarbeit zwischen dem Palmer Divide Observatory/Space Science Institute in Colorado und dem Blauvac-Observatorium in Frankreich vom 3. bis 5. Februar 2007 Daten aufgezeichnet, um eine möglichst vollständige Lichtkurve zu erhalten. Dies gelang aber dann nur mit zusätzlicher Unterstützung am 6. und 12. Februar durch das Badlands Observatory in South Dakota und das Barfold Observatory in Victoria, Australien. Aus der kombinierten Lichtkurve wurde eine Rotationsperiode von 12,054 h bestimmt. Eine Untersuchung von 2015 wertete die verfügbaren archivierten Daten früherer Beobachtungen dann noch einmal zu einer signifikant kürzeren Periode von 12,027 h aus. In einer Zusammenarbeit zwischen dem Organ Mesa Observatory in New Mexico und dem Lenomiya Observatory in Arizona konnte vom 16. Januar bis 27. März 2015 während sechs Nächten erneut eine vollständige Lichtkurve erfasst werden, die zu einer Rotationsperiode von 12,028 h ausgewertet wurde.
Eine Untersuchung von 2019 berechnete aus den archivierten Daten der Jahre 1981–2017 in Verbindung mit weiteren Beobachtungsdaten des Projekts SuperWASP von 2006/2007 sowie verschiedener Observatorien vom September 2013 bis November 2017 ein dreidimensionales Gestaltmodell des Asteroiden für zwei alternative Positionen der Rotationsachse mit prograder Rotation und einer Periode von 12,02713 h. Aus thermophysikalischen Modellen wurde ein mittlerer Durchmesser von 98 ± 11 km und eine Albedo von 0,05 abgeleitet.